# العلاقات الصومالية النيبالية
العلاقات الصومالية النيبالية هي العلاقات الثنائية التي تجمع بين الصومال ونيبال.

## مقارنة بين البلدين
هذه مقارنة عامة ومرجعية للدولتين:
| وجه المقارنة                                              | الصومال                        | نيبال                             |
| --------------------------------------------------------- | ------------------------------ | --------------------------------- |
| المساحة (كم2)                                             | 637.66 ألف                     | 147.18 ألف                        |
| عدد السكان (نسمة)                                         | 14.74 مليون                    | 29.40 مليون                       |
| الكثافة السكانية (ن./كم²)                                 | 23.12                          | 199.76                            |
| العاصمة                                                   | مقديشو                         | كاتماندو                          |
| اللغة الرسمية                                             | اللغة الصومالية، اللغة العربية | اللغة النيبالية                   |
| العملة                                                    | شلن صومالي                     | روبية نيبالية                     |
| الناتج المحلي الإجمالي (بليون دولار)                      | 7.37 مليار                     | 24.47 مليار                       |
| الناتج المحلي الإجمالي (تعادل القوة الشرائية) بليون دولار |                                | 70.20 مليار                       |
| الناتج المحلي الإجمالي الاسمي للفرد دولار أمريكي          | 549                            | 743                               |
| الناتج المحلي الإجمالي للفرد دولار أمريكي                 |                                | 2.37 ألف                          |
| مؤشر التنمية البشرية                                      |                                | 0.548                             |
| رمز المكالمات الدولي                                      | +252                           | +977                              |
| رمز الإنترنت                                              | .so                            | .np                               |
| المنطقة الزمنية                                           | ت ع م+03:00                    | UTC+05:45، التوقيت الموحد لنيبال ‏ |

## منظمات دولية مشتركة
يشترك البلدان في عضوية مجموعة من المنظمات الدولية، منها:
| علم المنظمة | اسم المنظمة                               | تاريخ انضمام الصومال | تاريخ انضمام نيبال |
| ----------- | ----------------------------------------- | -------------------- | ------------------ |
|             | مؤسسة التنمية الدولية                     | 31 أغسطس 1962        | 6 مارس 1963        |
|             | مؤسسة التمويل الدولية                     | 31 أغسطس 1962        | 7 يناير 1966       |
|             | منظمة حظر الأسلحة الكيميائية              | ?                    | ?                  |
|             | الأمم المتحدة                             | 20 سبتمبر 1960       | 14 ديسمبر 1955     |
|             | منظمة الشرطة الجنائية الدولية             | ?                    | ?                  |
|             | البنك الدولي للإنشاء والتعمير             | 31 أغسطس 1962        | 6 سبتمبر 1961      |
|             | الاتحاد البريدي العالمي                   | ?                    | ?                  |
|             | المركز الدولي لتسوية المنازعات الاستشارية | 30 مارس 1968         | 6 فبراير 1969      |
|             | يونسكو                                    | 15 نوفمبر 1960       | 1 مايو 1953        |
|             | الفريق المعني برصد الأرض                  | ?                    | ?                  |

## وصلات خارجية
- موقع وزارة الخارجية الصومالية
- موقع وزارة الخارجية النيبالية